# Гейнике, Самуэль
Самуэ́ль Ге́йнике (нем. Samuel Heinicke; 10 апреля 1727, Наутшюц — 30 апреля 1790, Лейпциг) — немецкий педагог, изобретатель одного из способов обучения глухонемых.

## Биография
Родился в Наутшюце в Тюрингии. Первоначально работал охранником в Дрездене, но впоследствии решил заниматься преподаванием, взяв себе первого глухонемого ученика в 1754 году. Его успехи были так велики, что Гейнике решил целиком посвятить себя этой работе. Считал звуковой метод и разговорный язык необходимыми для полноценного образования, но использовал также и некоторые формы пальцевого алфавита. Его занятия и исследования были прерваны Семилетней войной, когда он был взят в плен в Пирне и доставлен в Дрезден, но сумел бежать. В 1768 году он жил в Гамбурге и вновь успешно обучил глухого мальчика способности говорить.
В 1778 году с помощью курфюрста Саксонии основал в Лейпциге первую школу в Германии для глухонемых. Руководил этой школой до самой смерти, но умер ещё до широкого внедрения его методов в сурдопедагогику. Похоронен на Южном кладбище в Лейпциге. В 1881 году ему поставлен в Лейпциге памятник.
В своих исследованиях пользовался трудами голландского врача Иоганна Аммана.
Написал следующие работы:
- «Beobachtungen über Stumme u. die menschliche Sprache» (1778);
- «Ueber die Denkart der Taubstummen» (1780) и другие.